# Primera División de Corea del Norte 2018-19
La DPR Korea Premier Football League 2018–19 es la segunda temporada de la DPR Korea Premier Football League, la máxima categoría de fútbol en Corea del Norte. La liga comenzó el 1 de diciembre de 2018 y terminó el 22 de noviembre de 2019. Los partidos se jugaron únicamente los sábados y domingos. 4.25 Sports Club son los campeones defensores.
El campeonato culminó con la congregación del 4.25 Sport Club que se coronó campeón, obteniendo su tricampeonato, además suma su título diecinueve. Con este campeonato se clasificó a la Copa AFC 2020. El subcampeonato del torneo lo alcanzó el Kigwancha Sport Club y el tercer lugar se lo llevó el Sobaeksu Sports Club.
El equipo Kalmaegi Sports Club, que se quedó en el último lugar en el torneo anterior, cayó a la segunda categoría del fútbol de Corea del Norte.
Como mejor jugador, goleador y portero del torneo, fueron seleccionados O Hyok Chol, Rim Chol Min y An Tae Song del 25 de Abril.
Por su parte, el Ryomyong Sport Club se clasificó a la zona preliminar de la Copa AFC 2020, debido a que se coronó campeón de la Copa Hwaebul 2019.

## Equipos 2018-19
No hubo ascenso ni descenso en la temporada anterior. Participan un total de 13 equipos:
| Club                 | Ciudad    | Estadio                     | Afiliación                                      |
| -------------------- | --------- | --------------------------- | ----------------------------------------------- |
| Amnokgang            | Pyongyang | Yanggakdo Stadium           | Ministerio de Seguridad Popular                 |
| 4.25 Sports Club     | Pyongyang | Yanggakdo Stadium           | Ejército Popular de Corea                       |
| Hwaebul              | Pyongyang | Hwaebul Stadium             | Liga de la Juventud Kimilsungista-Kimjongilista |
| Jebi Sports Club     | -         | -                           | Fuerza Aérea del Ejército Popular Coreano       |
| Kalmaegi             |           |                             | Marina Popular de Corea                         |
| Kigwancha            | Pyongyang | Yanggakdo Stadium           | Ferrocarriles Estatales de Corea                |
| Kyŏnggong'ŏpsong     | Pyongyang | City Stadium                | Ministerio de Industria Liguera                 |
| Pyongyang            | Pyongyang | Kim Il-sung Stadium         | Partido del Trabajo de Corea                    |
| Rimyongsu Sport Club | Sariwŏn   | Sariwŏn Youth Stadium       | Ministerio de Seguridad Popular                 |
| Ryomyong Sport Club  | Pyongyang |                             |                                                 |
| Sobaeksu             | Pyongyang | Yanggakdo Stadium           | Ejército Popular de Corea                       |
| Sonbong              | Rasŏn     | Rajin Stadium               | Guardias Rojos Obreros y Campesinos             |
| Wŏlmido Sport Club   | Kimch'aek | Kimch'aek Municipal Stadium | Ministerio de Cultura y Bellas Artes            |

## Tabla de posiciones
| Pos. | Equipo                     | Pts. | PJ | G  | E | P  | GF | GC | Dif. | Clasificación                                      |
| ---- | -------------------------- | ---- | -- | -- | - | -- | -- | -- | ---- | -------------------------------------------------- |
| 1    | April 25 Sports Club (C)   | 59   | 21 | 19 | 2 | 0  | 64 | 14 | +50  | Clasificado para la Copa AFC 2020                  |
| 2    | Ryomyong Sports Club       | 46   | 22 | 14 | 4 | 4  | 55 | 22 | +33  | Clasificado para la Ronda Preliminar Copa AFC 2020 |
| 3    | Sobaeksu Sports Club       | 45   | 24 | 13 | 6 | 5  | 34 | 20 | +14  |                                                    |
| 4    | Amrokgang Sports Club      | 37   | 24 | 11 | 4 | 9  | 31 | 28 | +3   |                                                    |
| 5    | Kigwancha Sports Club      | 36   | 23 | 10 | 6 | 7  | 36 | 31 | +5   |                                                    |
| 6    | Pyongyang City Sports Club | 30   | 24 | 7  | 9 | 8  | 34 | 32 | +2   |                                                    |
| 7    | Hwaebul Sports Club        | 30   | 24 | 7  | 9 | 8  | 25 | 31 | −6   |                                                    |
| 8    | Rimyongsu Sports Club      | 29   | 23 | 7  | 8 | 8  | 20 | 24 | −4   |                                                    |
| 9    | Sonbong Sports Club        | 26   | 23 | 6  | 8 | 9  | 25 | 34 | −9   |                                                    |
| 10   | Jebi Sports Club           | 22   | 24 | 5  | 7 | 12 | 20 | 40 | −20  |                                                    |
| 11   | Wolmido Sports Club        | 22   | 24 | 6  | 4 | 14 | 22 | 45 | −23  |                                                    |
| 12   | Kalmaegi Sports Club       | 18   | 24 | 4  | 6 | 14 | 22 | 40 | −18  |                                                    |
| 13   | Kyonggongop Sports Club    | 16   | 24 | 3  | 7 | 14 | 22 | 49 | −27  |                                                    |

 Fuente: Oball.ru
Criterios de clasificación: 1) points; 2) goal difference; 3) number of goals scored.